# Тисів
Ти́сів — село на березі річки Сукіль, яке входить в Болехівську міську громаду, що в Калуському районі Івано-Франківської області.

## Географія
На північно-східній стороні від села річка Жидовець впадає у Сукіль.

## Історія

### Початки села
Перша письмова згадка про село — 1464, хоча люди тут жили набагато раніше.
Старожили кажуть, що перші поселенці появилися тут в часи, коли орди Батия повоювали Галич та інші міста. Саме тоді, як каже одна з легенд, прибилася у долину річки Сукіль, по берегах якого ріс тисовий ліс, сім'я якогось Яна (чи то поляка, чи то чеха, чи словака). Згодом сюди забрело ще кілька сімей-втікачів. Так з'явився хутірець, який у пам'ять про першого поселенця назвали Янковом. З часом виник новий хутірець Янківець, а відтак — Церківний. Згодом на зарінках Сукелі виникли присілки Демня, Долішній і Горішній Кінці. А оскільки всі вони ховалися серед тисових лісів обабіч річки, то й утворили село Тисів.
Крім тисових лісів, околиці села були багаті на соляну ропу та болотяну руду. В примітивних демнях-домнах (звідси назва присілку Демня) з болотяної руди здавна добували залізо, з якого виготовляли знаряддя праці й господарські речі. Рудний мазут також використовували для змазки возів, взуття, освітлення жител тощо. Тодішніх металургів називали "демнянами". Ця назва побутує в Тисові дотепер.
Частина жителів села займалася соляними промислами. Із численних соляних джерел черпали дерев'яними коновками сирівець, наливали у бочки й розвозили на продаж до ближніх міст і сіл. Таких людей називали "коломиями" — від головного центру соляного промислу в Галичині — міста Коломиї. Звідси пішло прізвище Коломийові, Коломийчишині, нащадки яких і донині живуть в селі. Якщо везли дальше, то з соляної ропи варили сіль. Таких людей називали "зваричами", що й дало назву прізвищу Зварич, нащадки яких і нині проживають в селі. Соляні промисли в Тисові існували до 1791 року.
Окрім випалювання заліза та солеваріння, поширеними ремеслами було теслярство, токарство, гончарство й ткацтво. Майстри-умільці з тиса та інших цінних порід дерева будували хати, робили меблі, побутові речі. Наявність придатної до гончарства глини давало змогу виготовляти посуд. А розведення овець та худоби сприяли розвитку кожухарства, ткацтва, шевської справи. Очевидно, від цих ремесел і пішли прізвища як Гончар, Ткач, Капчук (гаманець) тощо.
Всі ці промисли й жвава торгівля сприяли швидкому розвитку села й росту населення.

### XVI-XVIII століття
Відомо, що 1515 року село перейшло у власність шляхтича Ходоровського, який володів тут 30 ланами поля (1 лан = 153360 кв. м) і мав два млини. Пан побудував собі великий фільварок, звідки й пішла назва нового присілку Дворище.
Але швидкий розвиток села припинила майже на два століття татаро-турецька агресія XV-XVII ст. Так званий "Волоський шлях", який ішов від Галича вниз по течії Дністра аж до Чорного моря, кримські татари вважали золотим. Від Снятина цей тракт пролягав через Коломию, Тлумач, Тисменицю, Єзупіль (Чешибіси), і до Галича. У Галичі тракт розходився у двох напрямках: один на Бурштин, Рогатин, Бібрку до Львова; другий - на Калуш, Долину, Стрий, Дрогобич, Самбір і далі в Угорщину й Трансільванію. Тому не дивно, що на цьому торговельному шляху названі вище міста відігравали значну роль у торгівлі, були досить чисельні і багаті. Саме тому так полюбили цей шлях орди кримських татар, які, користуючись слабкістю Польщі і Великого Литовського князівства, починаючи з кінця XV ст. починають свої набіги на українські землі. Особливо страхітливими для Тисова були набіги 1498,1520, 1580, 1621, 1675 років, коли село було повністю знищене і відбудувалось заново.
У часи Хмельниччини, коли козацькі загони у 1648 та 1655 роках підходили до Львова, населення Тисова разом з селянами Надієва, Рахині, Тростянця та Ракова брали участь в антипольських повстаннях.
У 1672-1676 pp. Польща зазнала поразки в турецько-польської війни і втратила контроль над значною частиною українських земель. Це давало можливість васалу турецького султана кримського хану ще більше плюндрувати галицькі землі своїми набігами. Особливо страхітливим був похід кримського хана Кази-Гірея в 1699 року, коли він дійшов до Стрия, залишаючи за собою спалені міста й села, а тисячі людей й худоби забрав із собою у Крим. Ще кілька разів (1701,1712, 1721,1738, 1742) татари доходили до Стрия. Безперечно, йдучи на Стрий, ординці нищили села, які стояли на їхньому шляху - зокрема, й Тисів.
Також відомо, що після поразки татар у битві під Журавном з військом короля Яна Собеського (1672) багато полонених татар були розселені по селах Галичини, в тому числі і в Тисові. Саме в цей час з'являється новий присілок Пирчів, заселений полоненими татарами. Сама назва Пирчів, як і прізвища Пукас, Турмис, Фенджерин, Кайлик, Болюк, Буджерин та інші є тюркського походження. У зовнішньому вигляді тисівчан чітко проступають монголоїдні риси.
На початку XVIII ст., щоби поповнити втрату дешевої робочої сили, польський король та землевласники стимулювали переселення в ці місця жителів сусідньої Молдавії, Валахії, Турківщини, Самбірщини й інших територій. Нащадки тих переселенців донині зберегли за прізвища Бойків, Бойчуків, Волохів тощо. При тому корінні тисівчани себе бойками не вважають і не дуже поважно ставляться до цієї назви, вважаючи себе "підгірянами", "гірняками", "гірськими людьми". Назва “бойки” яка появилася у XIX ст., була штучно нав'язана населенню цих теренів і походить від тих переселенців з Турківщини, які в говорі вживали слово "бойє". Іван Крип'якевич вказує, що не вся територія Долинського повіту входить до етнографічної межі Бойківщини. Аналогічну думку зустрічаємо у відомій монографії "Бойківщина".
З історичних джерел відомо, що ватажок опришків Іван Бойчук у 1750 році здобув Болехів. Тоді ж Бойчук зайшов із своїм загоном до Тисова. Але один селянин на ім'я Івась повідомив про це місцевого шляхтича і тим врятував його від смерті. Коли опришки залишили село, пан віддячився тому селянинові тим, що подарував йому стільки поля в кінці села, скільки він зможе виорати за день парою волів. Це поле (від підвісної лавки до лісгоспу) з того часу стало називатися Івасьове поле. Іван став багатим, але до кінця XIX ст. земельне володіння Івана було роздроблене між його численними нащадками.

### Австрійські часи
За австрійських часів у Тисові з'явилися переселенці з інших частин імперії (німці, чехи, словаки). А їхні нащадки на прізвище Кумаля, Кондрат, Фридер, Рига, Кабаль, Вольф, Тефнер мешкали в селі до Другої світової війни. 1939 року за домовленістю між СРСР і Німеччиною частина з них репатріювалися на етнічну батьківщину, а решта залишилися в селі (ті, що вже асимілювалися з місцевим населенням).
Після скасування панщини в травні 1848 становище селян дещо покращилось. Але земля, пасовища, ліси, сіножаті залишилися в руках поміщиків, що зберігало залежність селян від них. Тому для тисівчан відчутного полегшення їхнього становища не настало. Соляні й залізо промисли занепали, бо розвиток мануфактур і переробних заводів перетворили кустарне видобування ропи, солеваріння та видобуток заліза в малоприбуткову справу. У містечках Стрийської округи були побудовані невеликі чавунні, залізоробні та ливарні заводи, і Демня, як центр залізоробної справи втратила своє значення.
За офіційними даними, на 1885 рік у селі було всього 37 моргів орної землі і 53 морги сіножаті, а 260 моргів поля потребували значної праці, щоби перетворити їх на придатні для землеробства ґрунти. Тому з 1343 жителів села понад 90% володіли крихітними наділами, які не могли їх прогодувати. А чимало було зовсім безземельних, які наймитували у багатших або заробляли мізерні гроші на сезонних промислах в Стрию, Долині, Болехові, Калуші тощо. Починаючи з 1880-х рр. почалася економічна еміграція з Галичини в США, Канаду та країни Європи. Не стало винятком і село Тисів.
1874 року в селі відкрили однокласову школу, у 1894 році реорганізовану у двокласну.
За період 1885-1902 pp. дещо зросло населення села. На 1902 р. у ньому мешкали 1585 українців, 36 поляків, 6 німців, 20 євреїв. У школі навчалося 206 дітей. Перед початком Першої світової війни в селі працювала читальня "Просвіти", осередок антиалкогольного товариства "Відродження", діяв осередок товариства "Сокіл".
Подальший розвиток села перервала війна, воно майже на 4 роки перетворилося в прифронтову зону. З перших днів війни багато молодих тисівчан відгукнулося на заклик Головної української ради стати в лави українських січових стрільців. На призивний пункт до Стрия на початку серпня 1914 з Тисова прибуло понад 50 добровольців, але запис до УСС був обмежений. Серед УСС було двоє тисівчан, зокрема, Сеньгурин Федір. Водночас в австрійській армії воювали Пилипів Михайло, Прокіпчин Микола та багато інших.

### Після Першої світової війни
Тисівчани, як і все українське населення Східної Галичини з великим патріотичним піднесенням зустріли звістку про перемогу Листопадової революції 1918 p. y Львові та утворення на українських землях, що входили до складу Австро-Угорщини Західноукраїнської Народної Республіки (ЗУНР). На захист молодої держави стали тисячі молодих юнаків, які влилися в ряди Української Галицької армії.
В період польської окупації 1919-1939 pp., попри тиск окупаційної влади, у селі продовжував діяти осередки "Просвіти", "Сокола", а в 1930-ті роки - "Лугу", функціонувала українська 3-класова школа. Навчання було важким, оскільки дошкуляли злидні і бідність. Тому більшість дітей, навчившись читати й писати, подавались в найми або підробляли сезонними заробітками на регуляції річки та лісоповалі. Доросле населення теж перебивалося в більшості сезонними заробітками, і лише незначна частина тисівчан мала постійну роботу на Болехівській солеварні та Долинських нафтопромислах. Матеріальні нестатки змушували декого з них, як і за Австрії, шукати кращої долі за межами Галичини.
У 1939 році в селі проживало 2600 мешканців (2535 українців, 20 поляків, 20 латинників, 15 євреїв і 10 німців та інших національностей).

### Друга світова війна
Прихід на галицькі землі радянських військ тисівчани зустріли радо, сподіваючись на визволення, хоча вже дещо і знали з тогочасних українських газет про "комуністичний рай" на Великій Україні. Наприкінці жовтня 1939 року були створені місцеві радянські органи самоврядування. Першим головою сільської ради став Д.Стаськів. Але з листопада 1940 року, коли почалася масова депортація багатих селян в Сибір, репресії проти патріотів, тисівчани зрозуміли: їх обдурили. Тому величезна кількість молоді влилася в ряди підпільної ОУН. А "перші совіти" встановлювали свою владу.
Всі діти шкільного віку були залучені до школи. Налагоджувалась діяльність інших культурно-освітніх та соціально-побутових закладів. Однак процес встановлення радянської влади був перерваний в червні 1941 року початком Німецько-радянської війни. В перші дні війни до червоної армії були мобілізовані молоді юнаки, такі як Макара П.Ф., Пилипів М.М., Стефанів П.М., Пукас В.Ю., Юхней П.В., Юхней Ф.І., Турмис М.В., Юрочко Ю.Я., Курило Г.М., Хромишин Ф.В., Уханський М.І., Бублич B.C., Яцинин М.І., Шубин І.Д.
Наприкінці червня до села прибув невеликий угорський військовий підрозділ, який простояв тут майже всю війну. Вище німецьке начальство тільки зрідка навідувалось в село з метою контролю за здачею продуктового контингенту — сіна, зерна, м'яса, молока, шкіри, сільськогосподарських продуктів. За це тисівчани отримували мізерні гроші у вигляді польських злотих або так звані "пунти" — талони на придбання маргарину, масла, горілки, повидла, мила та інших необхідних товарів. 1941 рік був особливо важким для тисівчан, оскільки раптова повінь та продподаток залишили їх фактично без продуктів. Це змушувало немало тисівчан, ризикуючи власним життя, нелегально пробиратися на Поділля для обміну на продукти харчування. Наприкінці 1942 року 5 хлопців з села добровільно пішли на Волинь — там створилась УПА. Серед них Федорович Василь, Роздольський Василь, які були у загоні "Сіроманці".
Чимало тисівчан, особливо молодих і здорових хлопців, починаючи з 1943 року були залунені до добровільно-примусової праці на благо третього рейху у так званій добровільній службі (баудінсті) "Службі батьківщині" і в далекій Німеччині. Одним із них був Костів Василь, якому довелося працювати у Святославському кар'єрі біля Сколе. Як згадує д. Василь, "робота була дуже важка і виснажлива, а оплата мізерна". За цілий тиждень, якщо не пропустив жодного дня, давали десять золотих і пачку найгіршого сорту махоркових цигарок. А коли пропустив хоч один день, то не давали нічого.
«Спочатку ми мали працювати вісім місяців, але начальство продовжило цей термін без нашої згоди на цілий рік, — продовжив спогади д. Костів. —
Харчували погано. На день давали триста грам хліба, рано і ввечері чорну каву без цукру, а в обід кохлю якоїсь зупи. Про ту важку працю в цьому баудінсті наші хлопці співали:
А в баудінсті добре жити:
Дають їсти, дають пити.
Хліб та каву зафасуєм
Тай на гохшіф помандруєм.
В баудінсті добра зупа:
Літра води, їдна крупа,
А як робим дефіляду,
То фасуєм мармуляду.
Ми не орем, ані косим,
Лиш на плечах цемент носим.
Двісті міхів на одного
На баудінста молодого.
Форбайтери в нас німаки,
Люблять масло і присмаки,
А хто хоче урльоп мати,
Мусить йому масло дати.
А ми масло не даємо,
То й урльопу не маємо...
Наглядачі (форбайтери) були німці і дуже часто, за найменшу провину били. А хто мав більшу провину то кидали до маленької камери, де можна було тільки присісти. В такій камері я теж сидів три дні.
Знущалися і в інший спосіб. В казармі, де ми жили, було холодно, але наглядачі примушували нас спати тільки в трусах. Хто не хотів — били. Давали по двадцять п'ять буків. А хто пропустив на цих "добровільних" роботах того брали до штрафного табору у Святославі. Тут, крім важкої денної праці, штрафники зазнавали нелюдських знущань із боку наглядачів, які вночі примушували скакати по-жаб'ячому: братися руками за вуха і скакати навприсідки, скільки їм заманеться. Хто падав, того били. Через місяць перебування у тому штрафному таборі людина виходила тільки шкіра і кості. Я тоді пробідував у тому баудінсті чимало...»
Війна розкидала тисівчан між двома ворогуючими таборами (одні змушені були захищати радянську владу в лавах червоної армії, а інші — з осені 1941 року вступили в підпілля ОУН чи в УПА (з жовтня 1942 року).
Серед воїнів УПА волинського періоду сучасники згадують Федоровича Василя (Дякового), Дуба Миколу (Гнатового) і Андріїва Федора (Порткачика). Вони таємно покинули село і пішли на далеку Волинь.
В околицях Тисова діяла сотня "Бея" і сотня "Довбуша" з куреня "Різуна", а на г. Костикова (між Тисовом і Царківною) діяла школа-табір вишколу молоді. У підпільних документах Тисів іменувався як "Татарів". Село дало національно-визвольному рухові 69 членів ОУН; з них при облавах загинуло двоє, померло в репресіях 14, в чужині померло 5, живуть в Росії 2; померли вдома після повернення з ГУЛАГу 14, зараз лишилося живими 12. В сотнях "Довбуша" та "Бея" було 77 воїнів; з них в боях загинуло 44, в чужині загинуло 9, вбито 8, померли вдома після повернення з ГУЛАГу 11, живуть вдома 3, а в чужині 3. (Ці дані зібрані і впорядковані колишнім воїном сотні "Довбуша" Пилипівим І.М., який помер 7.10.1996 року).
Як підрахував д.Пилипів, за роки війни примусово було вивезено із села в Німеччину 63 чоловіки, а в 40-50 роки вивезено до Росії, Казахстану 62 чоловіки; піддано репресіям ГУЛАГу 73 чол.; загинули при більшовицьких облавах 21 чоловік, розірвані мінами 8 чоловік, пропали безвісти 4 чоловіки. Серед жителів села були і євреї, з них 15 чоловік були розстріляні німцями в Болехівському гетто. З 73 солдатів червоної армії живими залишилось 21 чоловік, 16 чоловік померли на схилі літ в Тисові, а решта загинули в боях за Болехів, Мінськ і Прагу.
Слід згадати добрим словом Павелик Кристіну Людвиківну, яка була дружиною голови сільради Павелика Дмитра, який помер в 1941 році. Німкеня за походженням, вона працювала перекладачкою у німців, але не видала їм ні одного односельчанина. Коли німці залишили село під наступом червоної армії, вона відмовилася виїхати в Німеччину, бажаючи померти там, де похований її чоловік.
Наприкінці липня 1944 року передові частини радянських військ увійшли у село, але контрнаступ німецьких та угорських військ змусив їх відійти з села.
Ще протягом тижня фронт стояв біля Тисова, але новий наступ радянських військ змусив німецько-угорські війська залишити Тисів і відійти в напрямку до Козаківки. Таким чином у Тисові знову була відновлена радянська влада. Головою сільради був призначений Павелик Василь. Відроджувалось життя. Наприкінці вересня запрацювала школа, почали функціонувати інші державні установи.

### Після Другої світової війни
За даними облуправління МГБ у 1949 р. у Болехівському районі підпілля ОУН найактивнішим було в селах Міжріччя, Тисів, Гориня й Сукіль. У квітні 1949 року село спіткало стихійне лихо. Загорілася хата Дуба Івана, а оскільки стояла суха погода і дув сильний вітер, то це призвело до того, що у Горішньому кінці за кілька хвилин згоріли 18 хат.
У 1951 році у Тисові був організований колгосп, першим головою якого став Максимчин A.B.
На початку 1960-х років в селі запрацювала колгоспна електростанція, збудована на річці Сукіль. Першими працівниками електростанції були  Яцинин М., Хальпінський М.М., Пилипів І.
Протягом наступних 20 років дещо змінило своє обличчя й село. Було збудовано 4 крамниці, книгарню, Будинок побуту, нову школу, медпункт, пошту, приміщення для ферм, міст через річку Сукіль, лазню, три сільські бібліотеки, інтернат, дитячий садок. Діти отримали можливість відвідувати музичну, художню та спортивні школи в Болехові та Долині.
У 1980-х роках в колгоспі з'явилися перші сувенірні цехи, що поклали початок відродженню різьбярства, яке було традиційне для даного регіону в давні часи. Сувенірні вироби тисівських умільців користувалися попитом в межах CPCP та за кордоном, зокрема Чехословаччині.
Значні зрушення у соціально-побутовому та культурно-освітньому розвитку села вплинуло на кількісний ріст населення. Адже значна частина молоді після отримання професійно-технічної та вищої освіти поверталася працювати до рідного села. Як свідчить статистика, станом на 1 січня 1980 року в селі проживало 2884 чоловік.
На межі 1980-х і 1990-х років у селі були створені осередки НРУ, Товариства української мови ім. Т.Шевченка. Активними членами національного відродження села були жінки. В той же час виникає товариство "Тиса" як просвітницько-художній колектив під керівництвом Пилипів І., Андріїв Г. і Бецин Г. У селі відновили могилу УСС.

### Після проголошення незалежності України
Колгосп "Дружба" у 1991 році було реорганізовано в спілку кооператорів.
У селі почали відроджувати давні традиції.
Через економічну кризу село стало центром внутрішніх (у східні області України) та зовнішніх (у Тюмень, Москву, Прибалтику, Білорусь, Польщу, Чехію) міграцій.
Приватизація земель почалася у 1993-1994 pp., ставів - y 1994-му. Організувалося приватне МП з обробки деревини, дві приватні крамниці, у 1996 році почав працювати бар, зросло число комерсантів-"патентників" і учасників "човникового бізнесу".
Члени спілки "Дружба" приватизували кузню, склад і лазню. Зростає диференціація між заможними та малозаможними. Це призвело до загасання хвилі культурництва і сприяло спаду народжуваності: за вересень 1996 р. не народилося жодної дитини.

## Сільська церква
Культурним і духовним осередком віддавна була і є церква Введення Богородиці (пам'ятка архітектури № 749/1), відбудована у 1783 році замість згорілого храму того ж імені на Дворищі. У XIX ст. уже була каплиця Святого Миколая на горі Пікуй. У сталінські часи її розібрали місцеві активісти. В 1995 році на місці каплиці виросла нова споруда того ж імені.Проте з часом добудували нову церкву.
Місцеві парохи, крім виконування своєї пастирської місії, пробуджували серед населення національну свідомість, сприяли розвитку української культури.
Завдяки зусиллям о. Теодора Базилевича відкрили сільську школу.
О. Йосиф Грабовецький до 1896 року відав питаннями освіти при Долинському деканаті.
Парохом Тисова був і о. Амвросій Крушельницький, сім'я якого прожила майже два роки в тисівській плебанії, що стояла на подвір'ї нинішньої середньої школи.

## Відомі люди

### Народились:
Йосип Лівчак — галицький публіцист, громадський діяч та винахідник.

### Перебували:
У 1870-х рр. тут мешкала з родиною всесвітньо відома оперна співачка Соломія Крушельницька. Тут їй виповнилося 3 роки. 16 листопада 2002, в день 50-річчя смерті співачки, було відкрито пам'ятник на подвір'ї церкви Введенія.
З Тисовим кінця XIX — початку XX ст. пов'язані Іван Франко, Наталія Кобринська, чеський етнограф Франтішек Ржегорж. Іван Франко побував у селі, коли мандрував до "скель Довбуша" в Бубнищі й під враженням побаченого написав у 1884 році вірш «Бубнище». Франтішек Ржегорж досліджував патріархальні залишки сімейного побуту і публікував зібраний науковий матеріал у чеських часописах. Письменниця Наталя Кобринська, проживаючи в Болехові, часто навідувалася до Тисова, цікавлячись становищем жінок, збирала матеріали для Ф.Ржегоржа та своїх майбутніх творів.